# 八瀬童子
八瀬童子（やせどうじ、やせのどうじ、はせどうじ）は、山城国愛宕郡小野郷八瀬庄（現在の京都府京都市左京区八瀬）に住み、比叡山延暦寺の雑役や駕輿丁（輿を担ぐ役）を務めた村落共同体の人々を指す。室町時代以降は天皇の臨時の駕輿丁も務めた。伝説では最澄（伝教大師）が使役した鬼（酒呑童子）の子孫とされる。寺役に従事する者は結髪せず、長い髪を垂らしたいわゆる大童であり、履物も草履をはいた子供のような姿であったため童子と呼ばれた。
明治初期からは葵祭にも参加するようになり、時代行列「路頭の儀」で隊列を整えるなどしており、輿丁の扮装で天皇に奉仕した往時の姿をしのばせている。
昭和3年（1928年）、八瀬童子の伝統を守るため関係者によって社団法人八瀬童子会（2023年時点で約110世帯が所属）が組織され、資料の収集保全が進められている。平成22年（2010年）には同会所有の資料741点（文書・記録類 650点、装束類 91点）が重要文化財に指定された。

## 来歴
弘文天皇元年（672年）の壬申の乱の際、背中に矢を受けた大海人皇子がこの地に窯風呂を作り傷を癒したことから「矢背」または「癒背」と呼ばれ、転じて「八瀬」となったという。この伝承にちなんで後に多くの窯風呂が作られ、中世以降、主に公家の湯治場として知られた。
比叡山諸寺の雑役に従事したほか天台座主の輿を担ぐ役割もあった。また、参詣者から謝礼を取り担いで登山することもあった。また、比叡山の末寺であった青蓮院を本所として八瀬の駕輿丁や杣伐夫らが結成した八瀬里座の最初の記録は寛治6年（1092年）であり、記録上確認できる最古の座と言われている。
延元元年（1336年）、京を脱出した後醍醐天皇が比叡山に逃れる際、八瀬郷13戸の戸主が輿を担ぎ、弓矢を取って奉護した。この功績により地租課役の永代免除の綸旨を受け、特に選ばれた者が輿丁として朝廷に出仕し天皇や上皇の行幸、葬送の際に輿を担ぐことを主な仕事とした。

## 延暦寺との境界争い
比叡山の寺領に入会権を持ち洛中での薪炭、木工品の販売に特権を認められた。永禄12年（1569年）、織田信長は八瀬郷の特権を保護する安堵状を与え、慶長8年（1603年）、江戸幕府の成立に際しても後陽成天皇が八瀬郷の特権は旧来どおりとする綸旨を下している。
延暦寺と八瀬郷は寺領と村地の境界をめぐってしばしば争ったが、公弁法親王が天台座主に就任すると、その政治力を背景に幕府に八瀬郷の入会権の廃止を認めさせた。これに対し八瀬郷は再三にわたり復活を願い出るが認められず、宝永4年（1707年）になってようやく老中秋元喬知が裁定を下し、延暦寺の寺領を他に移し旧寺領・村地を禁裏領に付替えることによって、朝廷の裁量によって八瀬郷の入会権を保護するという方法で解決した。八瀬郷はこの恩に報いるため秋元を祭神とする秋元神社を建立し徳をたたえる祭礼を行った。この祭礼は「赦免地踊」と呼ばれる踊りの奉納を中心とするもので、現在でも続いている（毎年10月の第2日曜日）。

## 葱華輦の輿丁

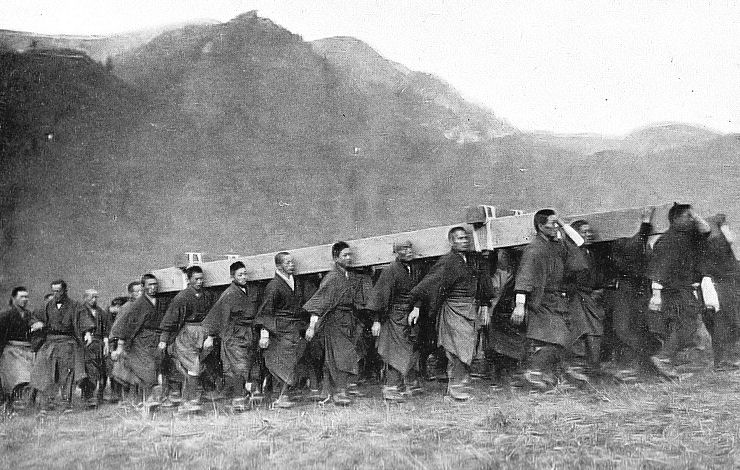
大正天皇崩御の報に接し、ただちに葱華輦を担ぐ練習を始めた八瀬童子。

猪瀬直樹『天皇の影法師』で紹介されて以来、歴代天皇の棺を担ぐ者として有名になったが、実際には後醍醐天皇以降の全ての天皇の棺を担いだわけではなく、特に近世においては長く断絶した期間もあった。明治元年（1868年）10月13日、明治天皇が初めて江戸に行幸した際に八瀬童子約100名が参列した。10名ばかりは東京に残り仕事をした。後から参加した植田増治郎という老人を猪瀬はインタビューしているが、駕籠を担ぐことだけでなく、風呂を沸かす仕事と天皇の厠の処理という仕事があった。八瀬村に課せられた地租税は宮内省が払った。明治30年（1897年）孝明天皇の后・英照皇太后の葬儀の時は74名が東上し、青山御所から青山坂の停留所、汽車に乗り京都駅から大宮御所まで葬送に参加した。
大正元年（1912年）、明治天皇の葬送にあたり、殯宮から葬場殿まで棺を陸軍と海軍いずれの儀仗兵によって担がせるかをめぐって紛糾し、その調停案として八瀬童子を葱華輦（天皇の棺を載せる輿）の輿丁とする慣習が復活した。明治天皇大喪の際には東京と京都、大正天皇大喪の際には東京、なお、昭憲皇太后（1914年）大喪の際は東京と京都で葬送に参加した。明治維新後には地租免除の特権は失われていたが、地租相当額の恩賜金を毎年支給することで旧例にならった。この例は大正天皇の葬送にあたっても踏襲された。
平成元年（1989年）、昭和天皇の葬送では棺は自動車（轜車）によって運ばれることとなり、葱華輦は新宿御苑に設けられた式場内の移送にのみ用いられることとなった。八瀬童子会は旧例の通り八瀬童子に輿丁を任せるよう宮内庁に要請したが警備上の理由から却下され、輿丁には50名の皇宮護衛官が古式の装束を着てあたった。八瀬童子会からは6名の代表者がオブザーバーとして付従した。

## 関連文化財
- 八瀬童子関係資料
  - 文書・記録類 650点
  - 装束類 91点

2010年、以上741点の資料群が一括して重要文化財に指定された（所有者は八瀬童子会）。文書・記録類は、鎌倉時代から昭和戦前期に至る各時代のものを有する。後醍醐天皇および後柏原天皇の綸旨など、公武の課役免除に関わる文書が特徴的である。明治天皇・昭憲皇太后の大喪、大正天皇の大礼および大喪、昭和天皇の大礼に関わる記録類も含まれる。これらとは別に、延暦寺馬上一衆関係の文書群もある。馬上一衆とは、延暦寺の衆徒の組織で、日吉神人から馬上役（賦課）を徴収する権限をもっていた。馬上一衆関係文書が八瀬に伝来した理由は不明である。装束類は、近代の天皇大礼・大喪の際に使用されたものである。

## 文献
- 猪瀬直樹『天皇の影法師』朝日新聞社 1983年 ISBN 978-4-02-255068-2
- 尾佐竹猛『明治の行幸』東興社 1944年3月